# 富里亚尼
富里亚尼（法語：Furiani，法語發音：[fuʁjani]）是法国上科西嘉省的一个市镇，属于巴斯蒂亚区。

## 地理
富里亚尼（42°39'24"N, 9°25'59"E）面积18.49 平方千米，位于法国上科西嘉省，该省份位于科西嘉北部，后者为地中海西部的一座岛屿，也是法国的一个单一领土集体，位于法国大陆部分的东南面，意大利半島的西面，最临近的地块是撒丁岛。
与富里亚尼接壤的市镇（或旧市镇、城区）包括：巴斯蒂亚、比古利亚、巴尔巴焦、奥莱塔。

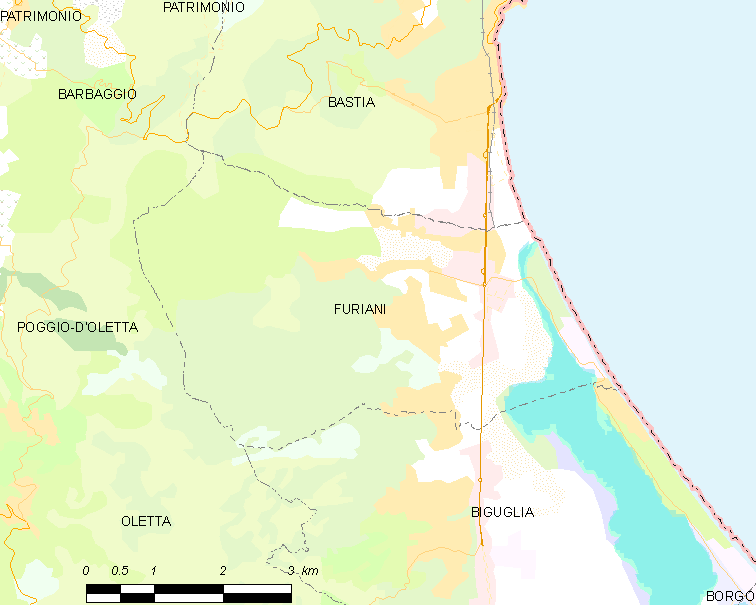
富里亚尼的OSM定位图

富里亚尼的时区为UTC+01:00、UTC+02:00（夏令时）。

## 行政
富里亚尼的邮政编码为20600，INSEE市镇编码为2B120。

## 政治
富里亚尼所属的省级选区为巴斯蒂亚第一县。

## 人口

1962-2008年间富里亚尼人口变化图示

富里亚尼于2022年1月1日时的人口数量为6308人。